# Dominicaanse Republiek op de Olympische Zomerspelen 1976
De Dominicaanse Republiek nam deel aan de Olympische Zomerspelen 1976 in Montréal, Canada. Net als tijdens de drie eerdere deelnames werd geen medaille gewonnen.

## Deelnemers en resultaten

### Atletiek
| Olympiër        | Onderdeel | Resultaat | Prestatie               |
| --------------- | --------- | --------- | ----------------------- |
| Francisco Solis | 800m (m)  | 37e       | serie 2: 5de in 1.55,56 |
|                 |           |           |                         |
| Divina Estrella | 100m (v)  | 36e       | serie 5: 6de in 12,12   |
| Divina Estrella | 200m (v)  | 34e       | serie 6: 6de in 24,95   |

### Boksen
| Olympiër           | Onderdeel   | Resultaat | Prestatie |
| ------------------ | ----------- | --------- | --- |
| Eleoncio Mercedes  | -48kg (m)   | 17e       | 1ste ronde: V van URS Tkachenko: scheidsrechterlijke beslissing                                                     |
| Francisco Sánchez  | -54kg (m)   | 17e       | 1ste ronde: vrij 2de ronde: V van JPN Ishigaki: gediskwalificeerd                                                   |
| Gustavo de la Cruz | -57kg (m)   | 9e        | 1ste ronde: vrij 2de ronde: W van BUL Peshev: 5-0 3de ronde: V van YUG Ristić: 1-4                                  |
| Jesus Sánchez      | -63,5kg (m) | 9e        | 1ste ronde: vrij 2de ronde: W van GUY Harris: walk-over 3de ronde: V van CUB Aldama: scheidsrechterlijke beslissing |
| José Vallejo       | -67kg (m)   | 17e       | 1ste ronde: vrij 2de ronde: V van FRG Skricek: 0-5                                                                  |
| Jorge Amparo       | -71kg (m)   | 17e       | 1ste ronde: V van SWE Vainonen: 1-4                                                                                 |

### Gewichtheffen
| Olympiër              | Onderdeel | Resultaat | Prestatie      |
| --------------------- | --------- | --------- | -------------- |
| Rafael Ortega         | -52kg (m) | DNF       | niet gefinisht |
| San Lazaro de la Cruz | -52kg (m) | DNF       | niet gefinisht |

Amerikaanse Maagdeneilanden · Andorra · Antigua en Barbuda · Argentinië · Australië · Bahama's · Barbados · België · Belize · Bermuda · Bolivia · Bondsrepubliek Duitsland · Brazilië · Bulgarije · Canada · Chili · Colombia · Costa Rica · Cuba · Denemarken · Dominicaanse Republiek · Duitse Democratische Republiek · Ecuador · Egypte · Fiji · Filipijnen · Finland · Frankrijk · Griekenland · Groot-Brittannië · Guatemala · Haïti · Honduras · Hongarije · Hongkong · Ierland · IJsland · India · Indonesië · Iran · Israël · Italië · Ivoorkust · Jamaica · Japan · Joegoslavië · Kaaimaneilanden · Kameroen · Koeweit · Libanon · Liechtenstein · Luxemburg · Maleisië · Marokko · Mexico · Monaco · Mongolië · Nederland · Nederlandse Antillen · Nepal · Nicaragua · Nieuw-Zeeland · Noord-Korea · Noorwegen · Oostenrijk · Pakistan · Panama · Papoea-Nieuw-Guinea · Paraguay · Peru · Polen · Portugal · Puerto Rico · Roemenië · San Marino · Saoedi-Arabië · Senegal · Singapore · Sovjet-Unie · Spanje · Suriname · Thailand · Trinidad en Tobago · Tsjecho-Slowakije · Tunesië · Turkije · Uruguay · Venezuela · Verenigde Staten · Zuid-Korea · Zweden · Zwitserland